# Rhipidoglossum
Rhipidoglossum es un género con 35 especies  de orquídeas de hábitos epífitas,  distribuidas en 26 países del África tropical, Uganda a Sudáfrica y las islas de la región. 

## Taxonomía
El género fue descrito por Rudolf Schlechter y publicado en Beihefte zum Botanischen Centralblatt 36(2): 80. 1918.
Etimología;
Rhipidoglossum: nombre genérico que deriva del griego:  ῥιπός ( Rhipis ), = "rango" y γλῶσσα ( glossum ) = "lengua", en referencia a la forma de los labios de muchas de sus especies.

## Especies
Por su  morfología, con el propósito de identificación, sus tipos se pueden dividir en dos grupos:
- 1º. Grupo de plantas de tallos muy cortos con hojas en roseta o abanico, o tallos de menos de 12 cm y hojas alternas sólo cerca del ápice del tallo:
- Rhipidoglossum candidum (P.J.Cribb) Senghas, Schlechter Orchideen 1(16-18): 1110 (1986).
- Rhipidoglossum cuneatum (Summerh.) Garay, Bot. Mus. Leafl. 23: 195 (1972).
- Rhipidoglossum curvatum (Rolfe) Garay, Bot. Mus. Leafl. 23: 195 (1972).
- Rhipidoglossum globulosocalcaratum (De Wild.) Summerh., Blumea, Suppl. 1: 82 (1937).
- Rhipidoglossum kamerunense (Schltr.) Garay, Bot. Mus. Leafl. 23: 195 (1972).
- Rhipidoglossum laticalcar (J.B.Hall) Senghas, Schlechter Orchideen 1(16-18): 1110 (1986).
- Rhipidoglossum magnicalcar Szlach. & Olszewski, in Fl. Cameroun 36: 860 (2001).
- Rhipidoglossum melianthum (P.J.Cribb) Senghas, Schlechter Orchideen 1(16-18): 1110 (1986).
- Rhipidoglossum mildbraedii (Kraenzl.) Garay, Bot. Mus. Leafl. 23: 195 (1972).
- Rhipidoglossum montanum (Piers) Senghas, Schlechter Orchideen 1(16-18): 1111 (1986).
- Rhipidoglossum orientalis (Mansf.) Szlach. & Olszewski, in Fl. Cameroun 36: 850 (2001).
- Rhipidoglossum oxycentron (P.J.Cribb) Senghas, Schlechter Orchideen 1(16-18): 1111 (1986).
- Rhipidoglossum paucifolium D.Johanss., Bot. Not. 127: 149 (1974).
- Rhipidoglossum polydactylum (Kraenzl.) Garay, Bot. Mus. Leafl. 23: 195 (1972).
- Rhipidoglossum pulchellum (Summerh.) Garay, Bot. Mus. Leafl. 23: 195 (1972).
- Rhipidoglossum stellatum (P.J.Cribb) Szlach. & Olszewski, in Fl. Cameroun 36: 850 (2001).

2. Grupo de plantas con tallo de al menos 20 centímetros de largo con hojas alternas:
- Rhipidoglossum adoxum  (F.N.Rasm.) Senghas, Schlechter Orchideen 1(16-18): 1110 (1986).
- Rhipidoglossum bilobatum  (Summerh.) Szlach. & Olszewski, in Fl. Cameroun 36: 862 (2001).
- Rhipidoglossum brevifolium Summerh., Blumea, Suppl. 1: 83 (1937).
- Rhipidoglossum densiflorum Summerh., Bot. Mus. Leafl. 12: 91 (1945).
- Rhipidoglossum laxiflorum Summerh., Bull. Misc. Inform. Kew 1936: 225 (1936).
- Rhipidoglossum longicalcar Summerh., Bull. Misc. Inform. Kew 1936: 226 (1936).
- Rhipidoglossum microphyllum Summerh., Bot. Mus. Leafl. 12: 93 (1945).
- Rhipidoglossum obanense  (Rendle) Summerh. in J.Hutchinson & J.M.Dalziel, Fl. W. Trop. Afr. 2: 449 (1936).
- Rhipidoglossum ochyrae Szlach. & Olszewski, in Fl. Cameroun 36: 868 (2001).
- Rhipidoglossum ovale (Summerh.) Garay, Bot. Mus. Leafl. 23: 195 (1972).
- Rhipidoglossum polyanthum (Kraenzl.) Szlach. & Olszewski, in Fl. Cameroun 36: 864 (2001).
- Rhipidoglossum rutilum (Rchb.f.) Schltr., Beih. Bot. Centralbl. 36(2): 81 (1918).
- Rhipidoglossum schimperianum (A.Rich.) Garay, Bot. Mus. Leafl. 23: 195 (1972).
- Rhipidoglossum stolzii (Schltr.) Garay, Bot. Mus. Leafl. 23: 196 (1972).
- Rhipidoglossum subsimplex (Summerh.) Garay, Bot. Mus. Leafl. 23: 196 (1972).
- Rhipidoglossum tanneri (P.J.Cribb) Senghas, Schlechter Orchideen 1(16-18): 1111 (1986).
- Rhipidoglossum tenuicalcar (Summerh.) Garay, Bot. Mus. Leafl. 23: 196 (1972).
- Rhipidoglossum ugandense (Rendle) Garay, Bot. Mus. Leafl. 23: 196 (1972).
- Rhipidoglossum xanthopollinium (Rchb.f.) Schltr., Beih. Bot. Centralbl. 36(2): 81 (1918).